# Bunker in Bad Wildungen

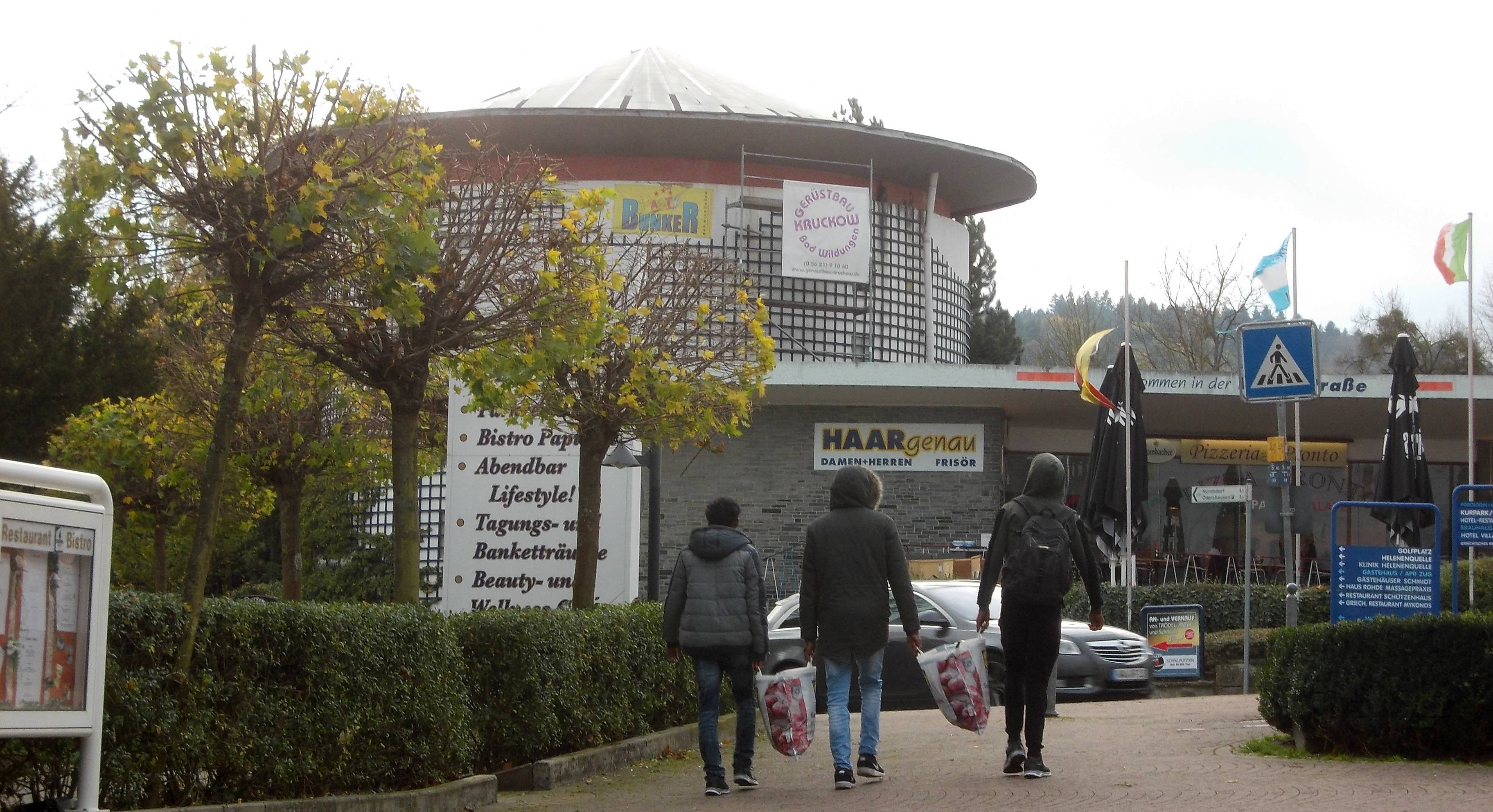
Rundbunker in Bad Wildungen
an der Ecke Langemarckstr./Dr. Born-Str.

Bunker in Bad Wildungen wurden im Kriegswinter 1939/40 errichtet. 15 Bunker sollten während der Westoffensive zur Unterbringung des Oberkommandos der Luftwaffe dienen. Der Plan der Verlegung des Hauptquartiers nach Bad Wildungen wurde jedoch nie ausgeführt.

## Beschreibung
Über das Stadtgebiet von Bad Wildungen sind Bauwerke verteilt, die nicht auf Anhieb als Bunker erkennbar sind, wie sie ursprünglich geplant waren. Auf dem Areal des ehemaligen Hotels „Kaiserhof“, eines Pflege- und Betreuungszentrums an der Brunnenallee, des Maritim-Hotels, gegenüber dem alten Kurhotel „Fürstenhof“, auch in der Nähe der Stadtkirche und an weiteren Stellen der Stadt befinden sich Bauten, die als Bunker gebaut wurden.

„Im Stadtgebiet befinden sich 18 Bunker. Sie wurden zu Beginn des Zweiten Weltkrieges errichtet, als Pläne bestanden, den Ort zum Hauptquartier der ‚Deutschen Luftwaffe‘ auszubauen. Im Zusammenhang damit ist vermutlich auch der Bau des Flugplatzes in Fritzlar zu sehen. Reichsmarschall Göring wollte wohl das Ederseegebiet als Jagdgebiet nutzen und ließ dort zahlreiche in dieser Region fremde Tierarten aussetzen. Darunter auch zwei kanadische Waschbärpärchen, die sich von hier aus über weite Gebiete Deutschlands ausgebreitet haben.“

Besonders imposant ist das Ensemble, das als Stadttor erscheint – es befindet sich in der Poststraße mit zwei Türmen links und rechts. Sowohl die Türme als auch der als Tor gebaute Übergang gehören zum „Schulbunker“. Sie können im Rahmen der Bunkerführung der Tourist-Information begangen werden.
In kürzester Zeit wurden die Bunker errichtet, damit sie für eine Verlegung des Luftwaffenhauptquartiers von Hermann Göring bereit stünden. Die äußerliche Ausgestaltung der Bauwerke wurde gewählt, um der gegnerischen Luftaufklärung keine Hinweise auf die geplante Verwendung zu geben. Trotzdem wurde schon kurz nach dem Bau im britischen Rundfunk von dem Projekt berichtet.

## Standorte der Bunker
- Bunker 1 / Hufelandstraße 12 a
- Bunker 2 / Kaiserhof
- Bunker 3 / Am Breiten Hagen (heute Einkaufszentrum „Fürstengalerie“)
- Bunker 4 und 5 / Poststraße (zwei Luftschutztürme, können auch als Einheit gezählt werden)
- Bunker 6 / Odershäuser Straße 10
- Bunker 7 / Mittelstraße 23
- Bunker 8 / Königsquellenweg 1a
- Bunker 9 / Badehotel Herzog Georg-Weg
- Bunker 10 / Badehotel Herzog Georg-Weg
- Bunker 11 / Langemarckstraße Ecke Dr. Born-Straße
- Bunker 12 / Carl Zeiss-Allee (Reinhardshausen, 1992 gesprengt)
- Bunker 13 / Hinter der Mauer 27 c
- Bunker 14 / Brunnenstraße 13 a
- Bunker 15 / Kirchplatz 3
- Bunker 16 / Unter Badehotel Herzog Georg-Weg (Göring-Tiefbunker)

Bunker in Bad Wildungen
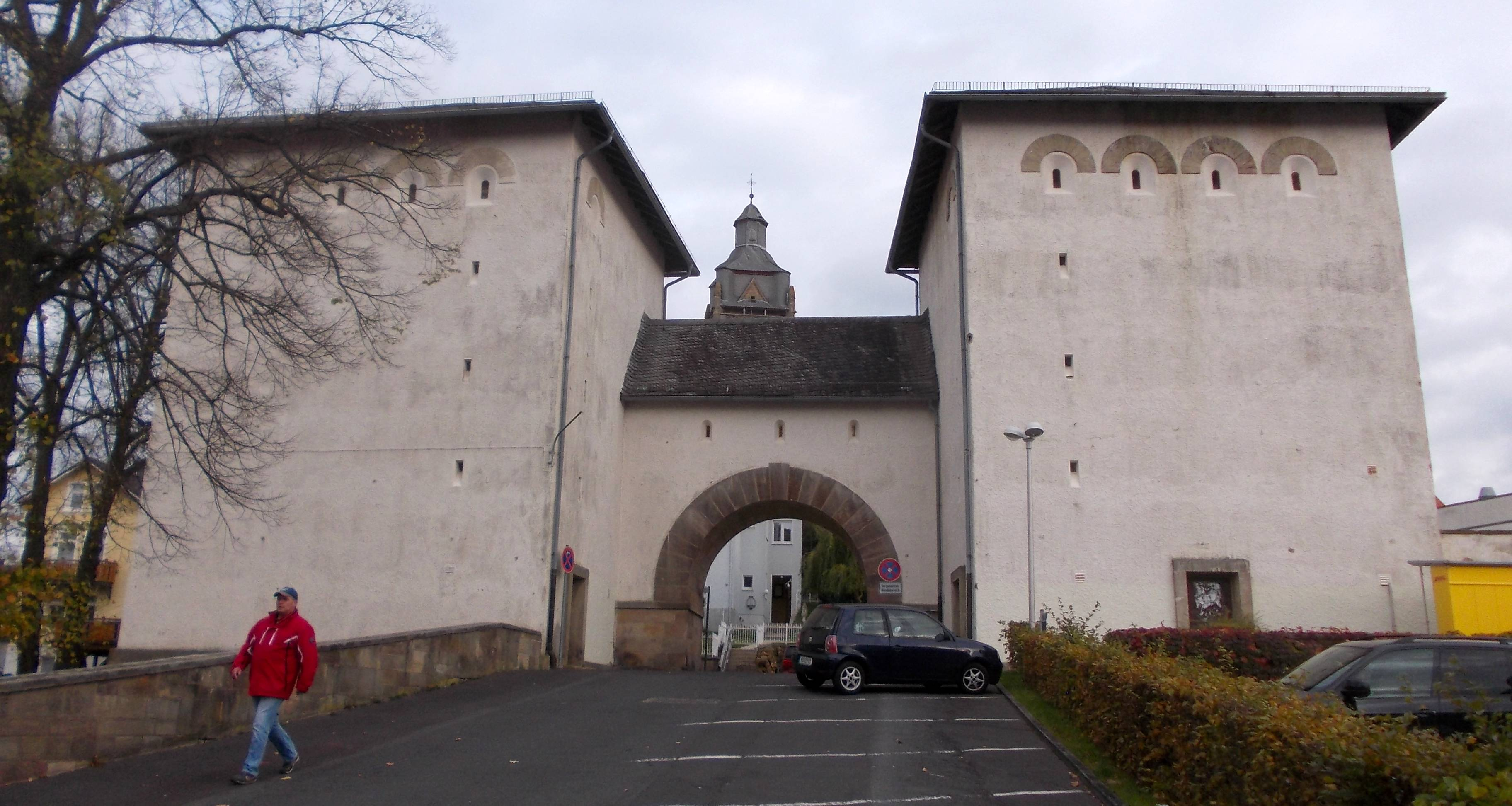
Bunkertor in der Poststraße
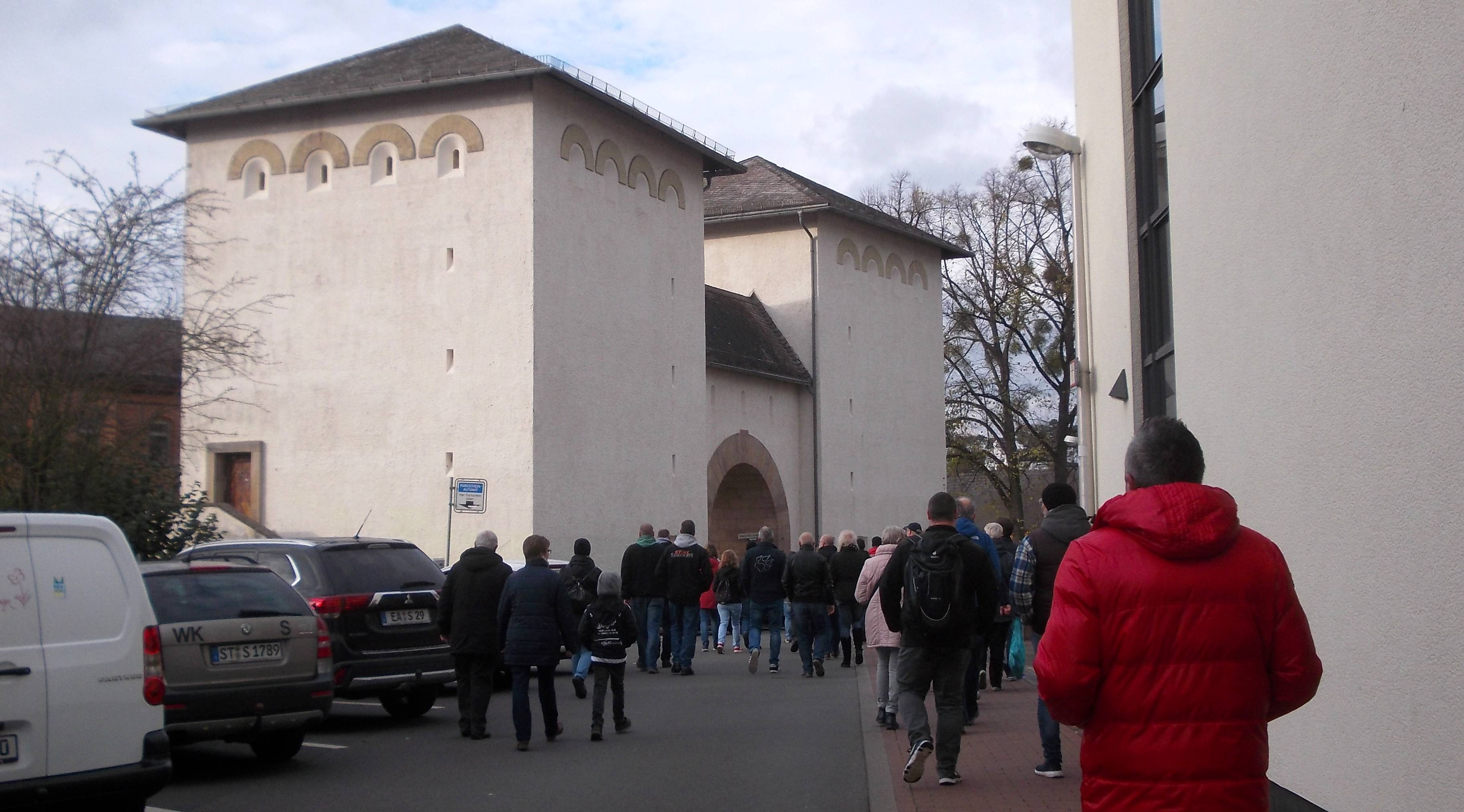
Bunkertor in der Poststraße
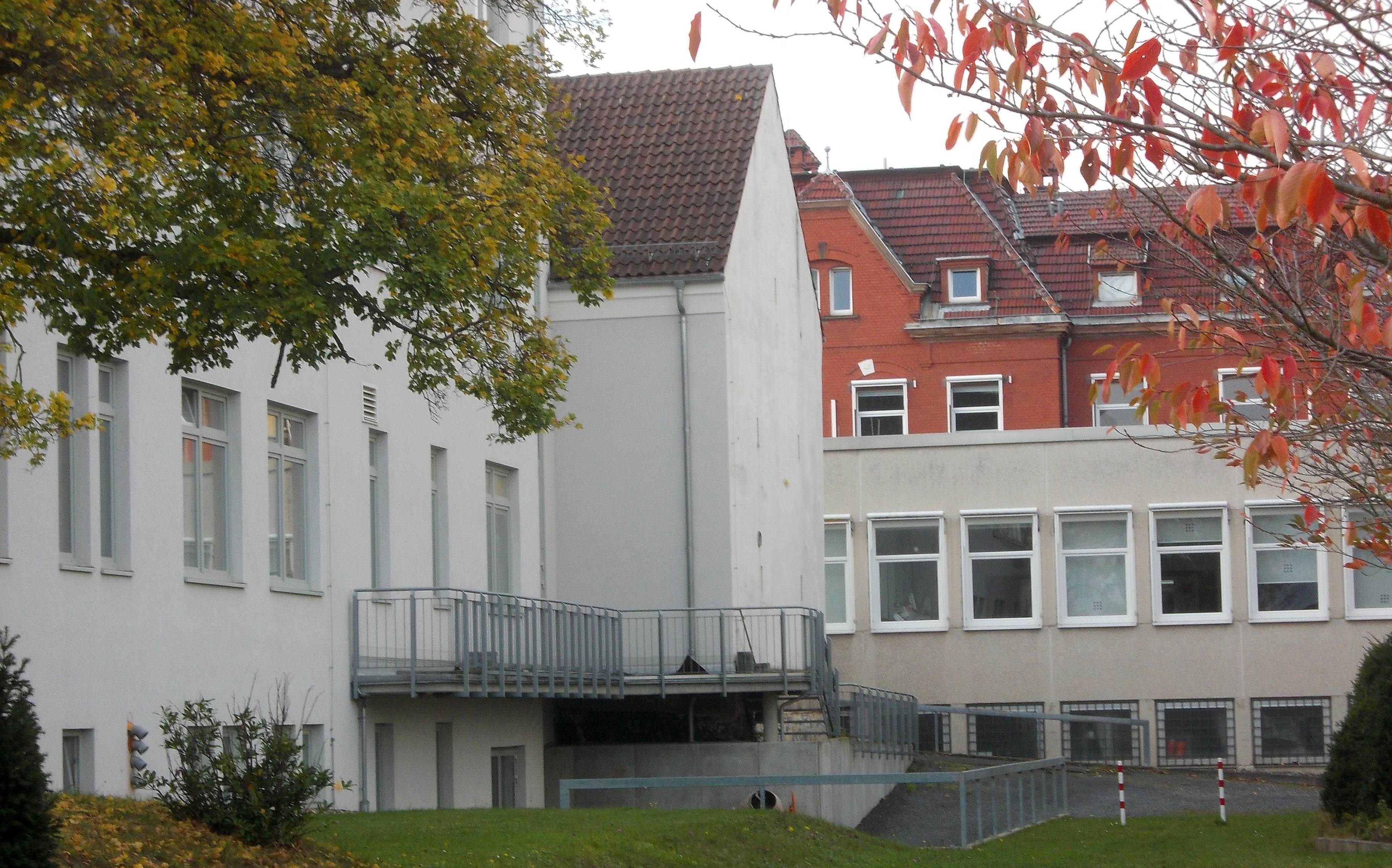
Bunker am Kaiserhof
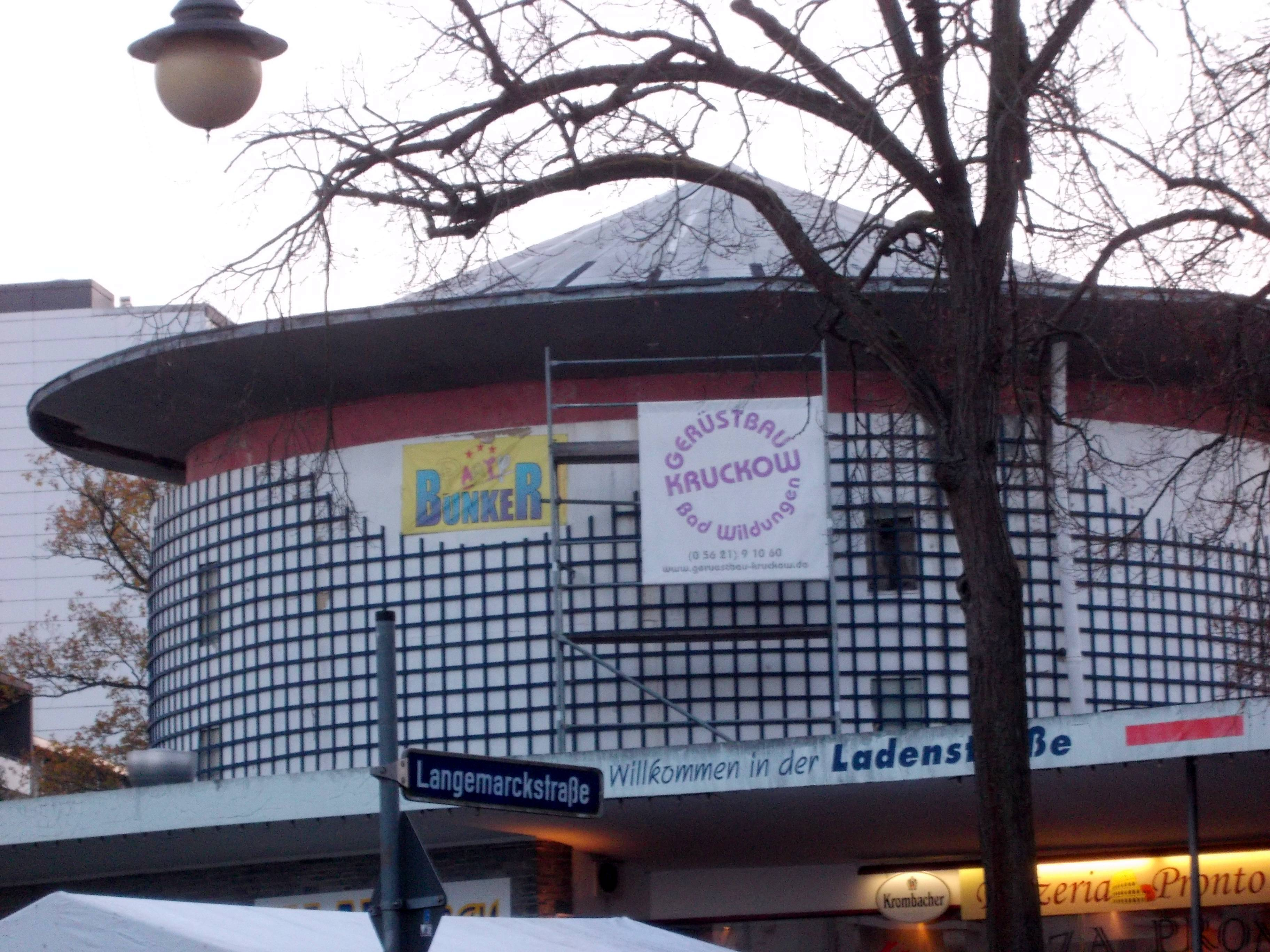
Rundbunker

## Bunkerführung
Die massiven Schutzbauten der „Wildunger Unterwelt“ wurden, in der Altstadt wie im Kurviertel, geschickt an die umgebende Bebauung angepasst und mit Ziegeldächern und Verzierungen getarnt. Das Stadtmarketing Bad Wildungen führt regelmäßig Führungen durch, bei denen Wildunger Bunker angesehen und der Stadttor-Bunker an der Poststraße, an dem der Rundweg endet, von innen begangen werden kann.